# Myrabolia tasmanica
Myrabolia tasmanica – gatunek chrząszcza z rodziny Myraboliidae.
Gatunek ten opisany został po raz pierwszy w 2008 roku przez Wiolettę Tomaszewską i Adama Ślipińskiego na podstawie pięciu okazów, z których cztery paratypowe odłowiono w 1991 roku. Lokalizacją typową jest Tasmania, od której to pochodzi nadany epitet gatunkowy.
Chrząszcz o podługowato-owalnym ciele długości od 2,18 do 2,76 mm, od 2,91 do 3,05 raza dłuższym niż szerokim. Oskórek porastają włoski. Ubarwiony jest ciemnobrązowo z czarniawobrązowymi: przedpleczem, poprzeczną przepaską przez środek, przedpiersiem, śródpiersiem i zapiersiem. Spotyka się też osobniki nie w pełni wybarwione (teneralne) o żółtym ubarwieniu. Głowa jest całkowicie prognatyczna. Czułki mają człony od szóstego do ósmego oraz czwarty co najwyżej tak długie jak szerokie, natomiast trzeci i piąty wyraźnie dłuższe niż szerokie. Przedplecze ma faliste boki z bardzo drobnymi ząbkami i lekko karbowanymi listewkami. Długość przedplecza wynosi od 0,83 do 0,88 jego szerokości. Wierzchołek wyrostka przedpiersia jest ścięty. Szerokość owego wyrostka jest 1,15 raza większa od średnicy bioder przedniej pary i 1,7 raza większa niż rozstaw tychże bioder. Pokrywy są 1,8–1,84 raza dłuższe niż szerokie oraz mają lekko karbowane brzegi boczne na wysokości barków i niewielki ząbek w kątach przednich. Odległości między punktami w rzędach pokryw wynoszą od 2– do 2,5–krotności ich średnicy. Na wyrostku międzybiodrowym śródpiersia występują duże punkty oddalone od siebie o jedną do półtorej swej średnicy. Genitalia samca charakteryzują się lekko zwężonymi ku szczytom paramerami z krótkimi szczecinkami.
Owad endemiczny dla australijskiej Tasmanii. Osobniki dorosłe poławiano w styczniu–lutym, m.in. do pułapek Malaise’a.